# Șuștac
Șuștacul (din poloneză szostak, prin maghiară sustak) este o  monedă de argint poloneză bătută între 1528 - 1795. Apare în Transilvania în documentele interne în secolul al XVII-lea ca o monedă de argint valorând 6 creițari (Sechskreuzerstück) sau 12 dinari. În Țara Românească tot acum valora 8 dinari. La 1709 existau aici șuștaci noi și vechi. La sfârșitul secolului în Transilvania s-au emis șuștaci de 12 și 24 kreuzeri. A servit ca monedă reală în schimburile curente.